# DS Smith
DS Smith är ett brittiskt förpackningföretag.  
Det är sedan 2017 noterat på Londonbörsen (medelstora företag).
DS Smith förvärvade 2012 SCA:s förpackningsverksamhet, exklusive tillverkningen av kraftliner. SCA Packaging var då Europas näst största förpackningsföretag och DS Smith omsättning fördubblades med detta förvärv.

## DS Smith i Sverige
Det svenska dotterbolaget har huvudkontor i Värnamo och fabriker i Värnamo och Mariestad. Dotterbolaget DS Smith Packaging Sweden har 300 anställda (2021).